# Тулубаєво (Біжбуляцький район)
Тулуба́єво (рос. Тулубаево, башк. Тулыбай) — присілок у складі Біжбуляцького району Башкортостану, Росія. Входить до складу Дьомської сільської ради.
Населення — 319 осіб (2010; 378 в 2002).
Національний склад:
- башкири — 76 %